# Vlijmens Ven, Moerputten & Bossche Broek
Vlijmens Ven, Moerputten & Bossche Broek is één Nederlands Natura 2000-gebied met drie gedeeltelijk aansluitende deelgebieden in de provincie Noord-Brabant sinds 4 mei 2013.
De drie gebieden: Vlijmens Ven en de Moerputten liggen zuid-west van Den Bosch en het Bossche Broek zuid van 's-Hertogenbosch in de provincie Noord-Brabant. Dat alles in de gemeenten Den Bosch, Haaren, Heusden en Vught.

## Externe beschrijving
- Uitgebreide gebiedsbeschrijving van het Ministerie van Landbouw, Natuur en Voedselkwaliteit.